# Người Macedonia
Người Macedonia (tiếng Macedonia: Македонци; chuyển tự: Makedonci), cũng được gọi là người Slav Macedonia là một dân tộc Nam Slav. Họ nói tiếng Macedonia, một ngôn ngữ Nam Slav. Hai phần ba người Macedonia sống tại Bắc Macedonia, với những cộng đồng kiều dân tại những quốc gia khác.